# Ігор (футболіст, 1998)
Ігор Феліппе Боргеш Феліш або просто Ігор (порт.-браз. Higor Felippe Borges Felix, нар. 7 квітня 1998, Белу-Оризонті, Бразилія) — бразильський футболіст, нападник клубу «ВПК-Агро».

## Життєпис
Народився в місті Белу-Оризонті, штат Мінас-Жерайс. На юнацькому рівні розпочав займатися футболом 2011 року в місцевій команді «Америка Мінейру». У 2013 році перейшов до «Крузейро», але в 2016 році перебрався в «Сантус». У січні 2018 року перейшов в оренду до «Віла-Нови» (Нова-Ліма), де виступав до завершення сезону в Лізі Мінейро. У дорослому футболі дебютував 11 серпня 2018 року, вийшовши на заміну в другому таймі нічийного (1:1) домашнього поєдинку проти свого колишнього клубу, «Америки Мінейру». У квітні повернувся до Пейше, але одразуж був переведений до другої команди. 13 грудня 2018 року знову перейшов в оренду до «Віла-Нови» (Нова-Ліма). Також у 2019 році встиг зіграти 1 матч за «Ремо» в Кубку Верді.
На початку липня 2020 року виїхав до Європи, де уклав договір з португальським клубом «Камача». Дебютував у новій команді 4 жовтня 2020 року в програному (0:3) домашньому поєдинку 2-го туру чемпіонату Португалії (третій дивізіон) проти «Берчо». У жовтні 2020 року зіграв 3 матчі в чемпіонаті Португалії (третя ліга).
У травні 2021 року вільним агентом перейшов у «ВПК-Агро».

## Статистика виступів
Станом на 2 листопада 2020
| Клуб                 | Сезон   | Ліга                 | Ліга  | Ліга | Кубок ліги | Кубок ліги | Кубок | Кубок | Конт. кубок | Конт. кубок | Інші  | Інші | Загалом | Загалом |
| Клуб                 | Сезон   | Дивізіон             | Матчі | Голи | Матчі      | Голи       | Матчі | Голи  | Матчі       | Голи        | Матчі | Голи | Матчі   | Голи    |
| -------------------- | ------- | -------------------- | ----- | ---- | ---------- | ---------- | ----- | ----- | ----------- | ----------- | ----- | ---- | ------- | ------- |
| «Віла-Нова»          | 2018    | Ліга Мінейро         | —     | —    | 1          | 0          | —     | —     | —           | —           | —     | —    | 1       | 0       |
| «Сантус»             | 2018    | Серія A              | 0     | 0    | —          | —          | —     | —     | —           | —           | 4     | 0    | 4       | 0       |
| «Віла-Нова» (оренда) | 2019    | Ліга Мінейро         | —     | —    | 4          | 0          | —     | —     | —           | —           | —     | —    | 4       | 0       |
| «Ремо» (оренда)      | 2019    | Серія C              | 0     | 0    | —          | —          | —     | —     | —           | —           | 1     | 0    | 1       | 0       |
| «Камача» (оренда)    | 2020–21 | Чемпіонат Португалії | 3     | 0    | —          | —          | 0     | 0     | —           | —           | —     | —    | 3       | 0       |
| Загалом              | Загалом | Загалом              | 3     | 0    | 5          | 0          | 0     | 0     | 0           | 0           | 5     | 0    | 13      | 0       |

1. ↑  Матч(і) в кубку Паулісти
2. ↑  Матч(і) в кубку Верді